# Zecchino d'Oro 1973
Il quindicesimo Zecchino d'Oro si è svolto a Bologna dal 17 al 19 marzo 1973.
È stato presentato da Cino Tortorella, per la prima volta non nelle vesti del Mago Zurlì.
A partire da questa edizione si canta su basi musicali preregistrate e non più con l'ausilio dell'orchestra.
Tra l'altro da questa edizione in poi non vi è più presente il personaggio di Richetto lo scolaro eternamente bocciato, cambiamento che ha creato qualche polemica.
La RAI decide di trasmettere in televisione solo l'ultima serata della manifestazione, tornerà a trasmetterla integralmente solo a partire dallo Zecchino d'Oro 1981.

## Brani in gara
- Filastrocca din din din (Testo: Maria Letizia Amoroso/Musica: Giordano Bruno Martelli) - Evelyn Canu (5 anni) e Marco Rinaldo (6 anni)
- Hanno rubato il prato (Testo: Anna Maria Pietravalle/Musica: Mario Pagano) - Catia Amorotti (5 anni)
- Il festival pop (Testo: Corrado Comolli/Musica: Claudio Valle) - Valentina Cadamuro (6 e ½ anni)
- Il guercio, il lungo, il nano (Testo: Stefano Scandolara/Musica: Corrado Castellari) - Alberto Ausoni, Andrea Giannini e Roberto Sileoni (tutti 6 anni)
- Io con chi sto? (Testo: Alberto Testa/Musica: Gualtiero Malgoni) - Ornella Baselice (8 anni)
- Issa-gira-butta-tira (Testo: Maurizio D'Adda/Musica: Franco Spadavecchia e Sergio Chiesa) - Paola Noè (4 anni)
- La ballata dell'orso brutto (Testo: Franco Maresca/Musica: Antonio Esposito e Mario Pagano) - Silvana Focile (4 anni)
- La sveglia birichina (Testo: Luciano Beretta, Giulio Cadile/Musica: Franco e Mino Reitano) - Fabiola Ricci (4 anni e ½) e Caterina Zarelli (6 anni)[2]
- La tartaruga sprint (Testo: Walter Valdi/Musica: Alberto Testa) - Ada Lalovich (4 anni)
- Pancho l'eroe del Texas (Testo: Laura Zanin/Musica: Adriano Della Giustina) - Enrico Bellati (6 anni)
- Pepito de la Pampa (Testo: Luciano Sterpellone/Musica: Mario Pagano) - Salvatore Plano (4 anni)
- Sono l'ottavo di sette fratelli (Testo: Velia Magno/Musica: Mario Pagano)[3] - Maurizio Rossetti (4 anni e ½)